# Onthophagus fuscidorsis
Onthophagus fuscidorsis är en skalbaggsart som beskrevs av D Orbigny 1902. Onthophagus fuscidorsis ingår i släktet Onthophagus och familjen bladhorningar. Inga underarter finns listade i Catalogue of Life.